# ام‌وی برمرهافن
ام‌وی برمرهافن (به انگلیسی: MV Bremerhaven) یک کشتی است که طول آن 289 feet می‌باشد. این کشتی در سال ۱۹۶۰ ساخته شد.